# Kusa Vrana
Kusa Vrana (izvirno srbsko Куса Врана) je naselje v Srbiji, ki upravno spada pod Občino Dimitrovgrad (Caribrod), slednja pa je del Pirotskega upravnega okraja.

## Demografija
V naselju živi 155 polnoletnih prebivalcev, pri čemer je njihova povprečna starost 58,4 let (54,8 pri moških in 61,9 pri ženskah). Naselje ima 75 gospodinjstev, pri čemer je povprečno število članov na gospodinjstvo 2,21.
Prebivalstvo je večinoma nehomogeno, a v času zadnjih treh popisov je opazno zmanjšanje števila prebivalcev.
Je med drugim rojstni kraj podoficirja JLA Ilije Živadinova, očeta Dragana Živadinova.
|  |

| Demografija | Demografija     | Demografija     |
| Leto        | Št. prebivalcev | Št. prebivalcev |
| ----------- | --------------- | --------------- |
|             |                 |                 |
|             |                 |                 |
|             |                 |                 |
|             |                 |                 |
| 1948        | 1010            |                 |
| 1953        | 1005            |                 |
| 1961        | 830             |                 |
| 1971        | 670             |                 |
| 1981        | 422             |                 |
| 1991        | 279             | 278             |
| 2002        | 166             | 166             |
|             |                 |                 |

| Etnična sestava po popisu iz leta 2002 | Etnična sestava po popisu iz leta 2002 | Etnična sestava po popisu iz leta 2002 | Etnična sestava po popisu iz leta 2002 | Etnična sestava po popisu iz leta 2002 |
| -------------------------------------- | -------------------------------------- | -------------------------------------- | -------------------------------------- | -------------------------------------- |
| неизјашњени                            | неизјашњени                            |                                        | 64                                     | 38,57%                                 |
| Srbi                                   | Srbi                                   |                                        | 52                                     | 31,32%                                 |
| Bolgari                                | Bolgari                                |                                        | 49                                     | 29,51%                                 |
| Neznano                                | Neznano                                |                                        | 1                                      | 0,60%                                  |